# Below (jeu vidéo)
Pour les articles homonymes, voir Below.
Below est un jeu vidéo d'action-aventure rogue-like développé et édité par Capybara Games. Il est sorti le 14 décembre 2018 pour les plateformes Microsoft Windows et Xbox One.

## Développement
Le jeu est annoncé pour la toute première fois lors de la conférence Microsoft à l'E3 2013. Il est ensuite décalé indéfiniment en août 2016 pour finalement sortir le 14 décembre 2018,.

## Accueil
Below reçoit un accueil partagé de la critique. La version PC du jeu obtient un score de 67 % sur l'agrégateur de critiques Metacritic sur la base de 24 critiques tandis que la version Xbox One obtient 70 %,.